# Natan Węgrzycki-Szymczyk
Natan Węgrzycki-Szymczyk (ur. 5 stycznia 1995 w Krakowie) – polski wioślarz, wicemistrz Europy z 2020 roku, zawodnik AZS-AWF Warszawa, uczestnik igrzysk olimpijskich w Rio de Janeiro.

## Igrzyska olimpijskie
W 2016 roku na igrzyskach olimpijskich w Rio de Janeiro wziął udział w rywalizacji jedynek. W półfinale zajął ostatnie piąte miejsce, przez co awansował do finału B. Tam na linię mety dopłynął na pierwszej pozycji, wyprzedzając Meksykanina Juana Carlosa Cabrerę i Australijczyka Rhysa Granta. Ostatecznie został sklasyfikowany na siódmej pozycji.

## Wyniki
| Rok  | Zawody                      | Miejsce            | Konkurencja      | Czas             | Pozycja     |
| ---- | --------------------------- | ------------------ | ---------------- | ---------------- | ----------- |
| 2012 | Mistrzostwa świata juniorów | Płowdiw            | Jedynka          | Finał A: 7:16,15 | 5. miejsce  |
| 2013 | Mistrzostwa świata juniorów | Troki              | Jedynka          | Finał A: 6:59,69 | 1. miejsce  |
| 2014 | Mistrzostwa Europy          | Belgrad            | Czwórka podwójna | Finał A: 5:47,94 | 5. miejsce  |
| 2014 | Mistrzostwa świata U23      | Varese             | Jedynka          | Finał A: 6:51,02 | 2. miejsce  |
| 2015 | Mistrzostwa świata U23      | Płowdiw            | Jedynka          | Finał A: 6:54,99 | 3. miejsce  |
| 2015 | Mistrzostwa świata          | Lac d’Aiguebelette | Jedynka          | Finał B: 6:47,94 | 9. miejsce  |
| 2016 | Igrzyska olimpijskie        | Rio de Janeiro     | Jedynka          | Finał B: 6:47,95 | 7. miejsce  |
| 2016 | Mistrzostwa świata U23      | Rotterdam          | Jedynka          | Finał A: 7:26,21 | 2. miejsce  |
| 2017 | Mistrzostwa świata U23      | Płowdiw            | Jedynka          | Finał A: 6:55,03 | 3. miejsce  |
| 2017 | Mistrzostwa świata          | Sarasota           | Jedynka          | Finał B: 6:57,81 | 7. miejsce  |
| 2018 | Mistrzostwa Europy          | Glasgow            | Jedynka          | Finał A: 6:53,53 | 4. miejsce  |
| 2018 | Mistrzostwa świata          | Płowdiw            | Jedynka          | Finał B: 6:50,24 | 7. miejsce  |
| 2019 | Mistrzostwa Europy          | Lucerna            | Jedynka          | Finał C: 7:00,14 | 13. miejsce |
| 2019 | Mistrzostwa świata          | Ottensheim         | Jedynka          | Finał B: 6:58,34 | 10. miejsce |
| 2020 | Mistrzostwa Europy          | Poznań             | Jedynka          | Finał A: 6:51,23 | 2. miejsce  |
| 2021 | Mistrzostwa Europy          | Varese             | Jedynka          | Finał A: 6:51.85 | 3. miejsce  |